# Go Museo
Go Museo (Cao Vô Tư, 60 TCN - 58 TCN) là vua thứ sáu của Bắc Phù Dư và là vua thứ hai của Jolbon Buyeo. Ông là con trai của Go Dumak, Dangun thứ năm của Bukbuyeo. Go Museo cũng là cha của So Sŏno, phu nhân thứ hai của Đông Minh Vương Jumong, người lập nên nhà Cao Câu Ly,